# C'est quoi la vie?
C'est quoi la vie? è un film del 1999 diretto da François Dupeyron.

## Premi e riconoscimenti
- Concha de Oro al Festival di San Sebastián